# Herb gminy Jemielno
Herb gminy Jemielno – symbol gminy Jemielno.

## Wygląd i symbolika
Herb przedstawia na tarczy w polu złotym dzban czerwony, w którym takież trzy róże (heraldyczne) o łodygach i liściach zielonych. Projekt nawiązuje bezpośrednio do dawnego herbu (bądź znaku napieczętnego) Jemielna.